# کپور کروسی ژاپنی
کپور کروسی ژاپنی (نام علمی: Carassius cuvieri) نام یک گونه از تیره کپورماهیان است.